# Aundh
Aundh fou un petit principat de l'Índia de tipus jagir, a l'agència de Satara, presidència de Bombai. La superfície era de 1158 km² i la població el 1881 era de 58.916 habitants el 95% hindús, repartits en 71 pobles. El governant era un hindú braman amb títol de Panth Pratinidhi (representant o virrei del raja) característic dels caps marathes. El govern maratha a Aundh es va fundar el 1699 per Parusharam Thimbak, besnet de Yamaji Pant Kulkarni, Kinhaikar, nadiu de la vila de Kinahi, net de Khrishna Rao Pant i fill de Trimbak Pant. Era un príncep de primera classe dels sardars de Dècan amb 280 homes de policia a més de 20 cavallers; va rebre sanad per adopció i l'herència segueix la regla de la primogenitura. La capital era Aundh a 42 km al sud-est de Satara (17° 32′ 45″ N, 74° 22′ 30″ E / 17.54583°N,74.37500°E) amb una població el 1881 de 2.600 habitants. Com molts estats marathes la bandera era llisa de color safrà.

## Llista de sobirans
- Pratinidhi Parusharam Thimbak Shamsher Bahadur 1699-1718 (+27 de maig de 1718)
- Meherban Shrimant Shrinawas Rao Parusharam (Shripat Rao) 1718-1746 (fill, + 25 de novembre de 1746)
- Meherban Shrimant Jagjivan Rao (Dadobha) Parusharam 1746-1754 (germà, + 1754)
- Meherban Shrimant Shrinawas Rao Gangadhar (Bhagwant Rao), 1754-1776 (besnet de Parusharam Thimbak, net de Shrimant Krishnaji Parusharam Trimbak, cap de Vishalgad i fill de Gangadhar Rao Pant, + 5 d'abril de 1776)
- Meherban Shrimant Bhavan Rao 1776-1777 (fill, + 30 d'agost de 1777)
- Meherban Shrimant Parusharam Rao Shrinawas (Thoto Pant) 1777-1848, (nascut el mateix dia que el pare va morir, + 11 de juny de 1848)
- Meherban Shrimant Shrimant Shrinivasrao Parusharam (Anna Sahib) 1848-1901 (fill adoptiu + 1901)
- Meherban Shrimant Parusharam Rao Shrinivas (Dada Sahib) 1901-1905 (fill, + 1905)
- Meherban Shrimant Gopal Krishna Rao Parusharam (Nana Sahib) 1905-1909 (fill, deposat pels britànics sota acusació d'haver mort al ministre Jacob Bapuji Israel el 4 de novembre de 1909)
- Meherban Shrimant Raja Bhavan Rao Shrinivas (Bala Sahib) 1909-1951 (fill de Shrinivasrao Parusharam, instal·lat pels britànics, + 13 d'abril de 1951)